# براغانسا باوليستا
براغانكا باوليستا هي مدينة، وبلدية في البرازيل، تتبع ساو باولو، بلغ عدد سكانها 125٬031  نسمة، في 2000، تبلغ مساحتها 513٫589 كيلومتر مربع.

## الموقع
تشترك في الحدود مع:
- إتياتيبا
- Vargem [الإنجليزية]‏
- Pedra Bela [الإنجليزية]‏
- Jarinu [الإنجليزية]‏
- Tuiuti, São Paulo [الإنجليزية]‏.

## أعلام
- برونو إدواردو مورايس
- لويس كارلوس دي أوليفيرا بريتو